# Tracheplexia viridisparsa
Tracheplexia viridisparsa là một loài bướm đêm trong họ Noctuidae.